# Three First National Plaza
Three First National Plaza is een wolkenkrabber in Chicago, Verenigde Staten. Het gebouw is 233,65 meter hoog en telt 57 verdiepingen. Het kantoorgebouw, dat aan 70 West Madison Street staat, werd in 1981 voltooid door Turner Construction. Het is ontworpen door Skidmore, Owings and Merrill en heeft een totale oppervlakte van 156.912 vierkante meter, waarvan 133.721 bruikbaar is.

## Ontwerp
Het gebouw is bekleed met Carnelian graniet en getint glas. Het bevat een atrium van negeven verdiepingen op straatniveau. Hierin vindt men het beeld Large Internal-External Upright Form van Henry Moore. De sculptuur is 673 centimeter hoog en vervaardigd uit brons.
Het gebouw is met opzet lager gemaakt dan de naburige Chase Tower. Hierdoor werd het uitzicht van de directiekamers in de Chase Tower bespaard. Ooit was Three First National Plaza door een luchtbrug ook bevestigd aan de Chase Tower. De vorm van het gebouw zorgt ervoor dat het uitzicht van de omringende gebouw zo min mogelijk wordt aangetast.